# Blarinella griselda
Blarinella griselda és una espècie de mamífer de la família de les musaranyes (Soricidae). Viu a parts de la Xina i el nord del Vietnam. No se sap gaire cosa sobre el seu comportament. El seu nom específic, griselda, significa ‘lluitadora grisa’.